# Pénélope panachée
Penelope purpurascens
Espèce
Statut de conservation UICN

 NT A2cd+3cd+4cd : Quasi menacé
Statut CITES
La Pénélope panachée (Penelope purpurascens) est une espèce d'oiseau de la famille des Cracidae.

## Description
La Pénélope panachée mesure de 86 à 89 cm de longueur et pèse 1 700 g. Elle est semblable dans son aspect général à une dinde, avec une petite tête, de longues et fortes jambes rouges et une queue longue et large. Son plumage est principalement brun olive foncé, avec des taches blanches sur le cou et la poitrine. Le croupion et le ventre sont roux. Cet oiseau porte une huppe touffue sur la tête, a la peau bleu-gris autour de l'œil et une grande peau rouge à la gorge. Le bec est noir brillant.
Les deux sexes sont similaires, mais les jeunes oiseaux ont des taches noires et ocre sur le plumage du corps.
C'est un oiseau bruyant avec une cri fort plee ou quonk, un appel de contact sifflé et un puissant keLEEEErrrr! à l'aube.

## Comportement
C'est un oiseau sociable, vivant souvent en couple ou en groupes familiaux de 6 à 12 individus. Elle marche le long des branches à la recherche de fruits et de feuillage dont elle se nourrit, ou s'envole avec un battement lourd.

## Répartition
Cet oiseau se trouve du sud du Mexique et de la péninsule du Yucatán jusqu'à l'ouest de l'Équateur et le sud du Venezuela.

## Habitat
Cette espèce fréquente les forêts des basses terres jusqu'à 1 850 m d'altitude.

## Comportement
Cet oiseau est grégaire.

## Alimentation
Cette espèce consomme des fruits et de jeunes feuilles.

## Reproduction
Le nid est construit dans un arbre à l'aide de branches et garni de feuilles. La femelle y pond deux ou trois grands œufs blancs qu'elle couve seule.

## Population et conservation
L'espèce est menacée par la perte et la fragmentation de son habitat forestier, principalement pour la conversion en terres agricoles et en pâturages pour le bétail. Elle est également fortement chassée dans toute son aire de répartition.

## Sous-espèces
Selon la classification de référence du Congrès ornithologique international (version 15.1, 2025) :
- Penelope purpurascens purpurascens Wagler, 1830 — du nord-ouest et nord-est du Mexique au Honduras et au Nicaragua ;
- Penelope purpurascens aequatorialis Salvadori & Festa, 1900 — du sud du Honduras au nord-ouest de la Colombie et au sud-est de l'Équateur ;
- Penelope purpurascens brunnescens Hellmayr & Conover, 1932 — du nord de la Colombie à l'est du Venezuela.